# Nicolae Giosan
Nicolae Giosan (* 30. Dezember 1921 in Drâmbar, Ciugud, Kreis Alba; † 31. Juli 1990 im Gefängnis Jilava) war ein Politiker der Rumänischen Kommunistischen Partei PCR (Partidul Comunist Român), der unter anderem zwischen 1965 und 1969 Präsident des Obersten Landwirtschaftsrates, 1969 kurzzeitig Minister für Land- und Forstwirtschaft sowie von 1974 bis 1989 Präsident der Großen Nationalversammlung war.

## Leben

### Agrarwissenschaftler, Hochschullehrer und Mitglied der Großen Nationalversammlung
Nicolae Giosan besucht von 1932 bis 1940 das Theoretische Gymnasium in Alba Iulia und begann daraufhin ein Studium an der Fakultät für Agrarwissenschaften der Universität Cluj, das er 1945 „Magna cum laude“ beendete. Nach Abschluss des Studiums war er von 1945 bis 1949 als Wissenschaftlicher Assistent an der Fakultät für Agrarwissenschaften der Universität Cluj tätig und trat in dieser Zeit 1947 der damaligen Kommunistischen Partei PCdR (Partidul Comunist din România) als Mitglied bei. 1952 erfolgte seine Promotion an der Timirjasew-Akademie für Landwirtschaft in Moskau. Nach seiner Rückkehr übernahm er 1952 zunächst eine Professur für Genetik und Pflanzenzüchtung am Institut für Agronomie in Cluj sowie war zeitweilig Direktor der Agronomischen Forschungsstation in Cluj. Daraufhin lehrte er zwischen 1953 und 1957 als Professor für Genetik und Pflanzenzüchtung an der Agronomischen Institut Bukarest und war zugleich bis zum 25. Juni 1953 Instrukteur in der  Abteilung Wissenschaft und Bildung des Zentralkomitees (ZK) der nunmehrigen Rumänischen Arbeiterpartei PMR (Partidul Muncitoresc Român).
Am 7. Juni 1953 wurde Giosan zum Vize-Landwirtschaftsminister berufen und war zudem seit 1955 Mitglied des PMR-Komitees der damaligen Region Bukarest (Regiunea București), die zwischen 1952 und 1960 bestand. Auf dem Siebten Parteitag der PMR (23. bis 28. Dezember 1955) wurde er Kandidat des Zentralkomitees (ZK) der PMR und hatte diese Funktion bis zum 17. Juni 1960 inne. Er amtierte zwischen 1957 und 1962 als Direktor des Forschungsinstituts für die Fundulea-Maiskultur im Kreis Ilfov. 1957 wurde er erstmals Mitglied der Großen Nationalversammlung (Marea Adunare Națională) und gehörte dieser bis 1989 an.
Auf dem Achten Parteitag der PMR (20. bis 26. Juni 1960) wurde er erstmals Mitglied des ZK der PMR und gehörte diesem Gremium bis zum Zusammenbruch des Kommunismus im Zuge der Rumänischen Revolution am 22. Dezember 1989 an. Danach   übernahm er 1962 eine Professur und war Inhaber des Lehrstuhls am Agronomischen Institut Bukarest. Am 21. März 1963 wurde er korrespondierendes Mitglied der Rumänischen Akademie (Academia Română), wo er Mitglied der Abteilung Biologie und Agrarwissenschaften war.

### Präsident des Obersten Landwirtschaftsrates und Mitglied des Staatsrates
Nachdem Nicolae Giosan zwischen 1962 und 1965 Erster Vizepräsident war, wurde er am 27. Juli 1965 als Nachfolger von Mihai Dalea Präsident des Obersten Landwirtschaftsrates (Președintele Consiliului Superior al Agriculturii) im zweiten Kabinett Maurer und bekleidete dieses Amt auch im dritten Kabinett Maurer (21. August 1965 bis 8. Dezember 1967), im vierten Kabinett Maurer (9. Dezember 1967 bis 12. März 1969) sowie im fünften Kabinett Maurer bis zur Auflösung des Obersten Landwirtschaftsrates am 22. Oktober 1969. Er wurde am 1. Juni 1966 zudem Mitglied des Komitees für den Staatspreis (Premiul de Stat al Republicii Populare Române), ein Preis, der während des kommunistischen Regimes an die Bürger der Rumänischen Volksrepublik verliehen wurde.
Giosan, dem 1967 der akademische Titel Doctor Docent verliehen wurde, wurde im November 1969 Mitglied sowie zugleich Präsident der Akademie für Agrar- und Forstwissenschaften (Academia de Stiinte Agricole si Silvice). Darüber hinaus wurde er 1972 auswärtiges Mitglied der Sowjetischen Akademie für Landwirtschaftswissenschaften „W. I. Lenin“. Am 24. November 1972 wurde er Mitglied des Staatsrates (Consiliul de Stat al României), des kollektiven Staatspräsidiums, dem er bis zum 29. Juli 1974 beziehungsweise de facto bis zum 22. November 1979 angehörte. Darüber hinaus erfolgte im Februar 1974 seine Berufung zum Mitglied des Exekutivbüros der Sozialistischen Einheitsfront FUS (Frontul Unității Socialiste). Ferner wurde er am 1. März 1974 Vollmitglied der Rumänischen Akademie sowie zugleich Mitglied des Nationalen Rates für Umweltschutz (Consiliul Național pentru Protecția Mediului Înconjurător). Ferner wurde er am 26. Juni 1974 auch Mitglied der Zentralen Partei- und Staatskommission für die Systematisierung des Territoriums, der städtischen und ländlichen Gemeinden.

### ZK-Mitglied, Präsident der Großen Nationalversammlung, Ehrungen und Auszeichnungen

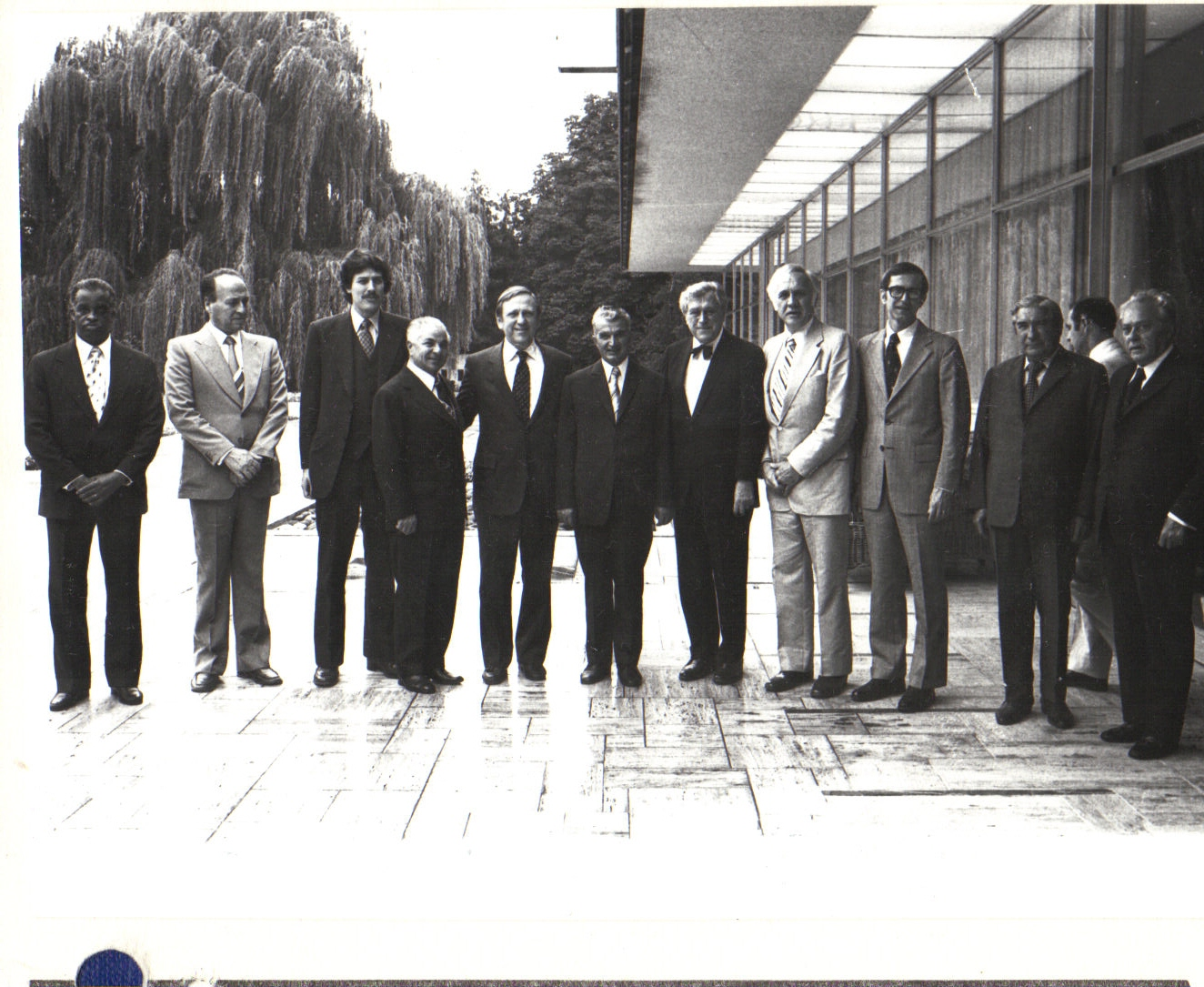
Parlamentspräsident Nicolae Giosan (4. v.l.) mit Staatspräsident Nicolae Ceaușescu (6. v.l.) beim Empfang einer US-Delegation unter Leitung des Kongressabgeordneten aus Indiana, John Brademas (August 1979).

Am 29. Juli 1974 löste Nicolae Giosan Miron Constantinescu als Präsident der Großen Nationalversammlung ab und bekleidete das Amt des Parlamentspräsidenten bis zum Zusammenbruch des Kommunismus am 22. Dezember 1989. Auf dem Elften Parteitag der PCR (24. bis 27. November 1974) wurde er zum Kandidat des Politischen Exekutivkomitees des ZK der PCR und gehörte auch diesem Führungsgremium bis zum 22. Dezember 1989 an. Daneben wurde Giosan am 8. April 1980 auch Vizepräsident des Nationalen Rates für Wissenschaft und Technologie (Consiliul Național pentru Știință și Tehnologie) sowie am 22. Mai 1980 auch Mitglied des Obersten Rates für Bildung und Lehre. Schließlich war er seit dem 1. Oktober 1981 auch Erster Stellvertretender Leiter der ZK-Abteilung Parteiarbeit in der Landwirtschaft.
Für seine langjährigen Verdienste wurde Giosan mehrmals ausgezeichnet und erhielt unter anderem 1954 den Orden der Arbeit Dritter Klasse (Ordinul Muncii), 1958 den Orden der Arbeit Zweiter Klasse, 1959 den Orden 23. August Vierter Klasse (Ordinul 23. August), 
1962 den Orden der Arbeit Erster Klasse, 1964 den Staatspreis (Premiul de Stat al Republicii Populare Române), 1966 den Orden für wissenschaftliche Verdienste Erster Klasse (Ordinul Meritul Științific), 1966 den Orden Tudor Vladimirescu Dritter Klasse (Ordinul Tudor Vladimirescu), 1971 den Stern der Sozialistischen Republik Rumänien Erster Klasse (Ordinul Steaua Republicii Socialiste România) sowie 1981 erneut den Stern der Sozialistischen Republik Rumänien Erster Klasse.
Nach dem Zusammenbruch des Kommunismus im Zuge der Rumänischen Revolution am 22. Dezember 1989 wurde Giosan als einer der führenden Funktionäre der PCR und der Sozialistischen Republik Rumänien festgenommen und verstarb wenige Monate später am 31. Juli 1990 im Gefängnis Jilava.

## Veröffentlichungen
- Agricultura României, 1944–1964 (Bukarest, 1965);
- Principii de genetică, Mitautor N.A. Săulescu, 1. Auflage Ed. Agro-Silvică (1969); 2. Auflage Ed. Ceres (1972)
- Orientarea cercetărilor științifice în domeniul ameliorării plantelor agricole în per. 1972–2000 în R.S. România, in: Probleme de genetică teoretică și aplicată, N. Ceapoiu (Band VIII, 4, 1976)
- Direcțiile cercetării științifice în domeniul ameliorării și producerii de sămînță la plante agricole în per. 1978-2000 în R.S. România, in: Probleme de genetică teoretică și aplicată, Mitautor N. Ceapoiu (Band. IX, 6, 1977)
- Alimentația și agricultura viitorului, in: Revista Economică, Nr. 52 (1977), Nr. 1 (1978)
- Etapele și sarcinile dezvoltărilor științifice agricole și contribuția lor la progresul agriculturii socialiste în R.S. România, in: Buletinul ASAS, Nr. 8 (1978)
- Alimentația și agricultura în următoarele trei decenii, Academiei Republicii Socialiste România, 1979